# Rui Haddad
Rui Haddad (Lavras, 12 de junho de 1948) é um médico brasileiro.
Foi eleito membro da Academia Nacional de Medicina em 2008, ocupando a Cadeira 65, que tem Agenor Edésio Estelita Lins como patrono.